# Cover Me (Album)
Cover Me ist das am 28. September 2007 veröffentlichte 9. Studioalbum von Nena und zugleich der Name der zugehörigen Tour. Mit der Ausnahme von Mach die Augen auf beinhaltet das Doppelalbum ausschließlich Coverversionen anderer Künstler, teilweise auch ins Deutsche übersetzt. Gecovert wird eine recht breite Palette internationaler Künstler wie Marlene Dietrich oder die Rolling Stones.

## Inhalt
Cover Me besteht hauptsächlich aus Coverversionen von 31 ausgewählte Klassikern, aber auch aktuelleren englisch- und deutschsprachigen Stücken.
Das Doppel-Album beinhaltet Neuinterpretationen von Songs unterschiedlicher Künstler und Bands wie Bob Dylan, Neil Young, Peter Gabriel, The Cure, Pink Floyd, Moby, Air sowie Udo Lindenberg, Ulla Meinecke, DAF, Rammstein, Die Fantastischen Vier oder Klee sowie den bereits erwähnten Rolling Stones und Marlene Dietrich.
Zur Songauswahl äußerte sich Nena wie folgt:

„Es sind allesamt Lieder, die etwas in mir bewegen. Zu jedem Stück gibt es eine intensive Beziehung. Manche geben mir Kraft, andere sind wichtige Erinnerungen. Wiederum andere konfrontieren mich mit meinen Denkmustern. Bei einigen dieser Songs muss ich weinen, andere bringen mich zum Lachen. Einige der Songs begleiten mich schon über 30 Jahre. Sie ‚covern‘ mich in allen Lebenslagen. Wir hatten einfach sehr viel Freude damit, uns von diesen Songs inspirieren zu lassen und sie auf unsere Art zu interpretieren. Mit sehr viel Respekt und Liebe haben wir uns all diesen wunderschönen und bedeutenden Liedern genähert und ihnen ein NENA-Kleid verpasst.“

Während die deutschen Titel von Derek von Krogh, Philipp Palm und Nena selbst produziert wurden, wurden die englischsprachigen Stücke von Uwe Fahrenkrog-Petersen, dem ehemaligen Komponisten und Keyboarder der Formation Nena produziert. Lediglich bei der ersten Singleauskopplung Mach die Augen auf, die auch als Titelsong der Pro7-Klimaschutz-Kampagne CO2NTRA – Mit Galileo das Klima schützen fungierte, war Nena sowohl Komponistin, Texterin und Co-Produzentin.

## Rezeptionen
Thomas Winkler schrieb in Spiegel Online: „Souverän verbindet sie die Rhetorik des Schlagers mit der Ästhetik des Rock und übersetzt dessen überholte Herz-Schmerz-Romantik in die blumige Sprache moderner New-Age-Aktivistinnen. Diese modernisierte Gefühlsduselei passt ebenso auf den Rücksitz eines Motorrads wie ins Bauchtanz-Studio, überall dorthin eben, wo Menschen nach Halt und Orientierung suchen.“ Daniela Reichert hält das Album nur für halbwegs hörbar und äußerte sich in laut.de kritisch: „Nena zeigt, wie schwer es sein kann, anspruchsvolle Songs bzw. Klassiker zu covern. Was sie hier veranstaltet, ist einfach nur grausam. Zwei Dinge fallen dabei besonders auf: Mangelnde Kreativität, was beinahe noch zu nett für die lieblosen Arrangements der Songs klingt, und eine gnadenlose Überschätzung der eigenen stimmlichen Fähigkeiten.“

## Titelliste
CD 1
1. Mach die Augen auf – 3:25
2. Eiszeit – 2:54
3. Der Scheriff – 5:15
4. Mein Weg ist mein Weg – 4:39
5. Helden – 4:23
6. Ich werde dich lieben – 2:46
7. Remmidemmi – 4:26
8. Für alle, die – 3:20
9. Winter Sommer – 3:45
10. Astronaut – 5:31
11. Ein Lied – 4:42
12. Schön von hinten – 2:50
13. Wir bauen eine neue Stadt – 2:19
14. In den tiefen dunklen Gängen der Vergangenheit – 5:13
15. Die Kinder deiner Kinder – 3:52
16. Für dich tu ich fast alles – 3:24
17. Das Jahr 2000 – 4:06

CD 2
1. The Last Time – 3:47
2. It’s All over Now Baby Blue – 3:14
3. She’s a Rainbow – 3:13
4. Fade into You – 5:04
5. Friday I’m in Love – 2:41
6. Starman – 3:47
7. Blowin’ in the Wind – 4:02
8. Slipping Away – 3:58
9. Sexy Boy – 4:32
10. Big Yellow Taxi – 2:34
11. Children of the Revolution – 3:30
12. After the Goldrush – 6:31
13. Us and Them – 7:03
14. Darkness – 6:26